# Kirchaitnach
Kirchaitnach ist ein Gemeindeteil der Gemeinde Kollnburg im niederbayerischen Landkreis Regen. 

## Lage
Das Pfarrdorf Kirchaitnach liegt im Bayerischen Wald am Flüsschen Aitnach etwa zwei Kilometer südöstlich von Kollnburg an der Kreisstraße REG 14.

## Geschichte
Der Name Aitnach tritt erstmals am 25. Januar 1403 auf, als Stephan der Degenberger zu Altnußberg an Abt und Konvent des Klosters Oberalteich die Mühle in nider Ayttnach leihrechtsweise übereignete. Der Ort Altaitnach war früher Standort einer Kirche (Aitnach bei der Khürchen). Die Kirche wurde 1885 abgerissen, als die neue Kirche in dem früheren Ort Waunz errichtet wurde, der daraufhin den Namen Kirchaitnach erhielt. Zunächst Filialkirche von Viechtach, wurde Kirchaitnach 1921 Pfarrei.
In Aitnach und Händlern der früheren Hauptmannschaft Händlern entstanden 1808 politische Gemeinden, die 1818 zur Gemeinde Kirchaitnach vereinigt wurden. Bereits 1945 war die Eingemeindung von Allersdorf nach Kirchaitnach geplant, was aber nicht zur Durchführung kam.
Die Gemeinde Kirchaitnach im Landkreis Regen bestand am 1. Juli 1973 aus folgenden Ortsteilen: Kirchaitnach, Altaitnach, Aumühle, Böhmersried, Brandhof, Dörfl, Ehren, Grub. Haberbühl, Händlern, Hinterberg, Neidling, Oed, Raklern, Rieglkopf, Schmidaitnach, Tanzstadl, Vorderau, Weinhartsau, Wies und Winklern. Im Zuge der Gebietsreform in Bayern kam Kirchaitnach zum 1. Mai 1978 zur Gemeinde Kollnburg.

## Sehenswürdigkeiten
- Pfarrkirche St. Magdalena. Sie wurde 1885 als neuromanischer Blankziegelbau errichtet.

In der Liste der Baudenkmäler in Kollnburg sind für Kirchaitnach zwei Baudenkmäler aufgeführt.

## Vereine
- CSU Kirchaitnach
- Freiwillige Feuerwehr Kirchaitnach
- Frauenbund Kirchaitnach
- Krieger- und Reservistenverein Kirchaitnach
- Reservistenkameradschaft Kirchaitnach
- SpVgg Allersdorf/Kirchaitnach